# グヌン・ムル国立公園
グヌン・ムル国立公園（グヌン・ムルこくりつこうえん）は、ボルネオ島のマレーシア領内、北部にあるムル山の山域の保護を目的とした自然公園。2000年に、ユネスコの世界遺産（自然遺産）に登録されている。グヌンは、現地語で山の意味。従って、ムル山国立公園という日本語表記も使われることもある。グノン・ムル国立公園とも表記する。

## 概要
ムル山は、標高2,377m。山頂を含め、カルスト地形となっている。地下には、総延長が約175kmあるクリアウォーター洞窟系や、約50kmあるベナラット洞窟系など、巨大かつ長大な洞窟群が広がっている。洞窟群にはコウモリ（特にヒダクチオヒキコウモリ）やアナツバメ（主にヒマラヤアナツバメ属）が生息している。ディア・ケイブと呼ばれる洞窟は、世界最大の空洞のひとつ。夕刻になるとこのディア・ケイブから数百万のコウモリが雲のように飛び立つ風景を見ることができる。
また地表も、ペナン族の狩りの対象となるイノシシなどの動植物の宝庫である。ボルネオ島のジャングルは、アマゾンやアフリカ大陸に存在するジャングルより古いといわれている。特にヤシの種類が豊富で、100種類以上が確認されている。

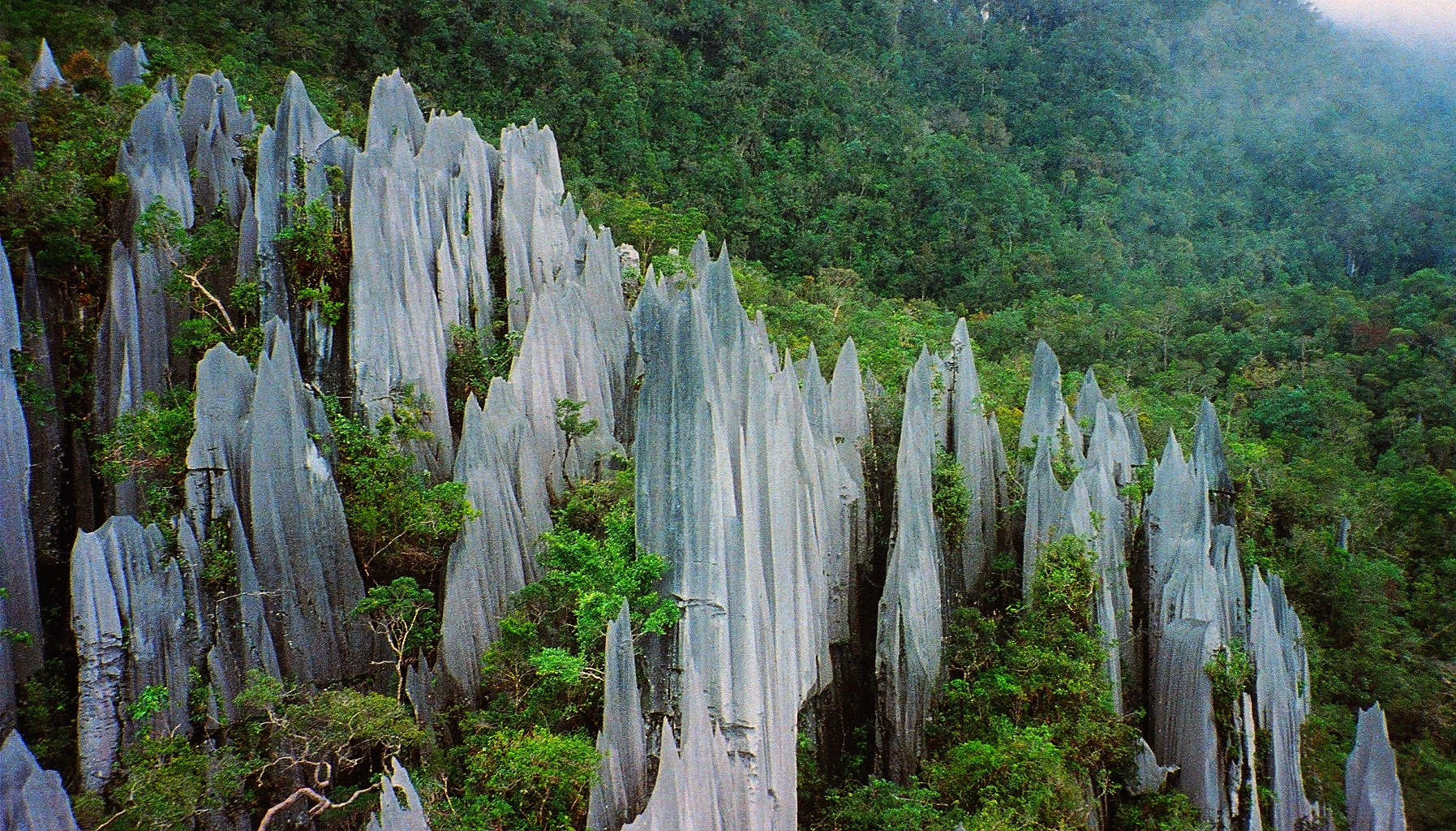
石灰岩の浸食がマダガスカルのツィンギ同様の景観を見せる

## 登録基準
この世界遺産は世界遺産登録基準のうち、以下の条件を満たし、登録された（以下の基準は世界遺産センター公表の登録基準からの翻訳、引用である）。
- (7) ひときわすぐれた自然美及び美的な重要性をもつ最高の自然現象または地域を含むもの。
- (8) 地球の歴史上の主要な段階を示す顕著な見本であるもの。これには生物の記録、地形の発達における重要な地学的進行過程、重要な地形的特性、自然地理的特性などが含まれる。
- (9) 陸上、淡水、沿岸および海洋生態系と動植物群集の進化と発達において進行しつつある重要な生態学的、生物学的プロセスを示す顕著な見本であるもの。
- (10) 生物多様性の本来的保全にとって、もっとも重要かつ意義深い自然生息地を含んでいるもの。これには科学上または保全上の観点から、すぐれて普遍的価値を持つ絶滅の恐れのある種の生息地などが含まれる。